# Magnox (aleación)
Magnox es una aleación de magnesio con pequeñas cantidades de aluminio y otros metales, empleada para forrar barras de uranio con una cubierta inoxidable para contener productos de fisión en reactores nucleares. Su nombre es una abreviación de Magnesio no oxidante.
Este material tiene la ventaja de una baja captura neutrónica transversal, pero tiene dos principales desventajas:
- Limita la temperatura máxima (a unos 415° Celsius), además del rendimiento térmico de la central nuclear.
- Reacciona con el agua, evitando el almacenamiento a largo plazo de combustible nuclear gastado bajo el agua en piscinas de combustible nuclear gastado.

La aleación Magnox Al80 tiene una composición de 0,8% aluminio y 0,004% berilio.